# Max Volkhart

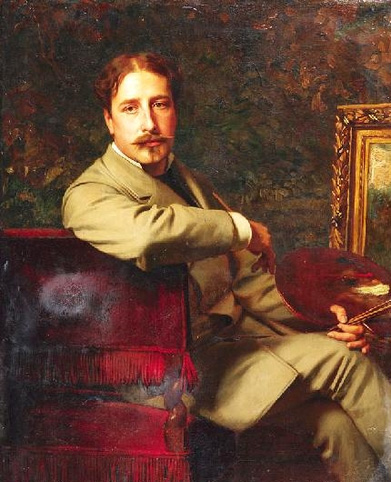
Max Volkhart, porträtterad av Julius Roeting.

Max Volkhart, född den 17 oktober 1848 i Düsseldorf, död där 1924, var en tysk genremålare av Düsseldorfskolan. Han var son till historiemålaren Georg Wilhelm Volkhart.
Volkhart var elev på konstakademien i Düsseldorf och till Eduard Gebhardt, varefter han studerade i Bryssel, Antwerpen, Brygge och Gent samt i Italien. Flera av hans historiska genrebilder, många med motiv från Nederländerna på 1600-talet blev särdeles väl mottagna för den älskvärda karakteristik och den lugna humor, som genomgår dem. Bland dessa tavlor märks: "Audiensen hos borgmästaren", "Mycket väsen för ingenting", "En äresak" med flera. Från fransk-tyska kriget, i vilket Volkhart deltog, hämtade han ämnet till en av sina första tavlor av betydelse "De sårade vid Gravelotte", en bild som mottogs med synnerligt stort bifall och som hamnade i tyske kejsarens ägo. 